# U Saw
U Saw (Tharrawaddy, 1900 – Yangon, 8 maggio 1948) è stato un politico birmano.
Fu famoso per avere organizzato l'assassinio del rivale politico Aung San, eroe nazionale della Birmania che trattò con gli inglesi l'indipendenza del proprio paese.
Nonostante non fosse laureato, U Saw era avvocato e difese Saya Tin, ex-monaco, che aveva guidato la rivolta dei contadini di Galon (1930-1932). Ciò gli fece guadagnare l'appellativo di Galon U Saw. Nel 1935 acquistò il giornale "Thuriya" (sole, in lingua birmana) al fine di usare la stampa per la propaganda politica. Durante la Seconda guerra mondiale aiutò l'invasione giapponese della Birmania e per questo fu esiliato per 4 anni in Uganda.
Il 19 luglio 1947, una gang armata di paramilitari irruppe nel segretariato di Rangoon durante un incontro del Consiglio Esecutivo (il governo provvisorio creato dagli inglesi in vista del trasferimento dei poteri) e assassinò Aung San, sei dei suoi ministri, un segretario e una guardia del corpo. U Saw fu condannato a morte per il crimine e quindi impiccato l'8 maggio dell'anno seguente.